# Pays du Mont-Blanc
Ne doit pas être confondu avec Portes du Mont-Blanc.
Le pays du Mont-Blanc est une petite région naturelle située dans la haute-vallée de l'Arve, au pied du versant français du mont Blanc, en Haute-Savoie. Il est constitué de la partie amont de la vallée de l'Arve et de ses affluents.

## Géographie
Le pays du Mont-Blanc est une sous-région alpine située dans la haute-vallée de l'Arve. Elle s'organise ainsi autour du versant français du mont Blanc, dans le département de la  Haute-Savoie. Il est constitué ainsi d'une partie de la plaine de l'Arve et des versants d'autres ensembles naturels comme le massif du Mont-Blanc, le Val d'Arly et le Beaufortain.

## Politique et administration
Le pays du Mont-Blanc correspond aux territoires de l'ancien Syndicat Mixte du Pays du Mont-Blanc. En 2010, des communes font scission pour former la Communauté de communes de la vallée de Chamonix Mont-Blanc. En 2013, les autres forment la Communauté de communes Pays du Mont-Blanc. 
| Nom                     | Code Insee | Intercommunalité                       | Superficie (km2) | Population (dernière pop. légale) | Densité (hab./km2) |
| ----------------------- | ---------- | -------------------------------------- | ---------------- | --------------------------------- | ------------------ |
| Chamonix-Mont-Blanc     | 74056      | CC de la Vallée de Chamonix-Mont-Blanc | 116,53           | 8 997 (2014)                      | 77                 |
| Combloux                | 74083      | CC Pays du Mont-Blanc                  | 17,27            | 2 069 (2014)                      | 120                |
| Les Contamines-Montjoie | 74085      | CC Pays du Mont-Blanc                  | 43,55            | 1 204 (2014)                      | 28                 |
| Cordon                  | 74089      | CC Pays du Mont-Blanc                  | 22,35            | 985 (2014)                        | 44                 |
| Demi-Quartier           | 74099      | CC Pays du Mont-Blanc                  | 8,90             | 931 (2014)                        | 105                |
| Domancy                 | 74103      | CC Pays du Mont-Blanc                  | 7,40             | 1 956 (2014)                      | 264                |
| Les Houches             | 74143      | CC de la Vallée de Chamonix-Mont-Blanc | 43,07            | 2 942 (2014)                      | 68                 |
| Megève                  | 74173      | CC Pays du Mont-Blanc                  | 44,11            | 3 292 (2014)                      | 75                 |
| Passy                   | 74208      | CC Pays du Mont-Blanc                  | 80,03            | 10 795 (2014)                     | 135                |
| Praz-sur-Arly           | 74215      | CC Pays du Mont-Blanc                  | 22,64            | 1 283 (2014)                      | 57                 |
| Saint-Gervais-les-Bains | 74236      | CC Pays du Mont-Blanc                  | 63,63            | 5 546 (2014)                      | 87                 |
| Sallanches              | 74256      | CC Pays du Mont-Blanc                  | 65,87            | 15 754 (2014)                     | 239                |
| Servoz                  | 74266      | CC de la Vallée de Chamonix-Mont-Blanc | 13,47            | 965 (2014)                        | 72                 |
| Vallorcine              | 74290      | CC de la Vallée de Chamonix-Mont-Blanc | 44,57            | 397 (2014)                        | 8,9                |

## Tourisme
- Station de ski
- Domaine nordique
- Stade de neige

Le Pays du Mont-Blanc est un pôle touristique de la Haute-Savoie, avec notamment un certain nombre de stations de sports d'hiver. Selon l'organisme touristique des pays de Savoie, Savoie-Mont-Blanc, la zone touristique comprend les villes et stations touristiques suivantes :
- Combloux
- Cordon
- Les Contamines-Montjoie
- La Giettaz
- Les Houches
- Megève
- Passy et le stade de neige de Passy Plaine-Joux
- Praz-sur-Arly
- Saint-Gervais-les-Bains
- Servoz
- Vallorcine

Certaines de ces communes sont reliées entre-elles dans un grand domaine skiable, possédant une extension sur le Beaufortain voisin :
| Nom du domaine                                                    | Communes / stations touristiques | Pistes (2017) | Pistes (km) (2017) | Remontées mécaniques (2017) | Capacité (nombre de lits 2016) |     |     |    |       |
| ----------------------------------------------------------------- | --- | ------------- | ------------------ | --------------------------- | ------------------------------ | --- | --- | -- | ----- |
| Espace Diamant                                                    | Bisanne 1500 ; Crest-Voland Cohennoz ; Flumet - Saint-Nicolas-la-Chapelle ; Hauteluce ; Notre-Dame-de-Bellecombe ; Praz-sur-Arly ; Les Saisies        | Pistes (2017) | Pistes (km) (2017) | Remontées mécaniques (2017) | Capacité (nombre de lits 2016) | 157 | 192 | 81 | 48789 |
| Évasion Mont-Blanc (pas complètement connecté)                    | Combloux ; La Giettaz-en-Aravis ; Les Contamines (Hauteluce et Les Contamines-Montjoie) ; Megève ; Saint-Gervais Mont-Blanc ; Saint-Nicolas-de-Véroce | 110           | 400                | 251                         | 109814                         |     |     |    |       |
| Portes du Mont-Blanc (Espace Jaillet) (pas complètement connecté) | Combloux ; Domaine skiable de Cordon ; La Giettaz-en-Aravis ; Megève (Jaillet)                                                                        | 85            | 85                 | 25                          | 72824                          |     |     |    |       |

Il existe par ailleurs le sentier de grande randonnée de pays Tour du Pays du Mont-Blanc qui passe par cette région.
- Festival Baroque du Pays du Mont Blanc (22e en 2018)